# Arthur Treloar Whealy
Arthur Treloar Whealy, kanadski letalski častnik, vojaški pilot in letalski as, * 2. november 1895, Toronto, Ontario, Kanada, † 23. december 1945, St. Marguerite, Quebec, Kanada.
Stotnik Whealy je v svoji vojaški službi dosegel 27 zračnih zmag.

## Življenjepis
Ko se je začela prva svetovna vojna, je bil študent medicine na Univerzi v Torontu.
29. februarja 1916 je bil imenovan za častnika Kraljeve pomorske zračne službe (RNAS); pilotsko usposabljanje je končal v Curtiss Flying School, nato pa je 24. avgusta 1916 postal pripadnik 3. krila. Pomladi in poleti 1917 je služil v 3. in 9. pomorski eskadrilji, kjer je dosegel 7 zračnih zmag s Sopwith Pup. Nato je zamenjal Pupa s Kamelo in dosegel še nadaljih 20 zmag, nakar je bil premeščen k RAFu.

## Odlikovanja
- Distinguished Service Cross (DSC) s ploščico
- Distinguished Flying Cross (DFC)